# Quiringh Gerritsz. van Brekelenkam

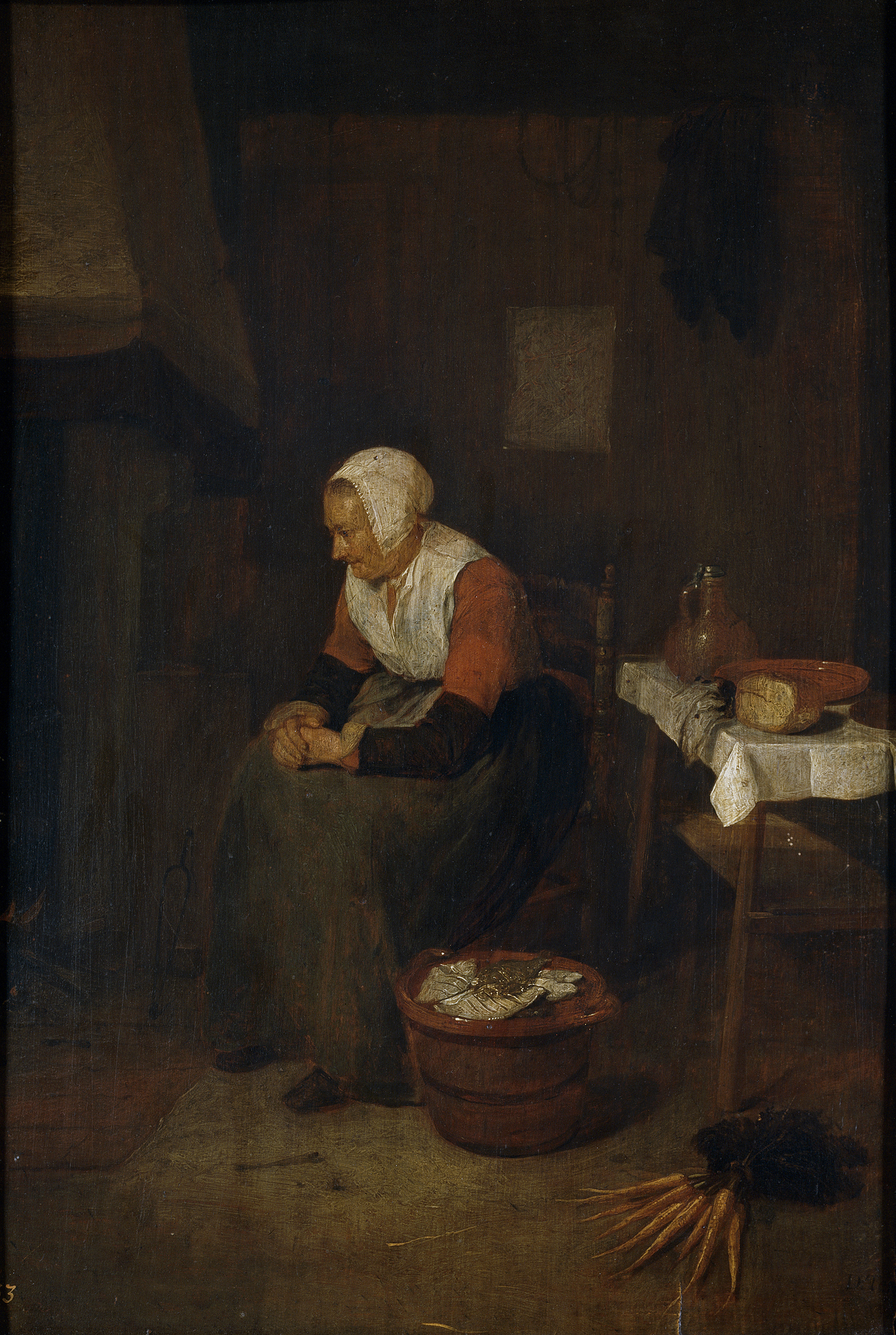
Anciana al costat d'una xemeneia, oli sobre taula, 48 x 36 cm, Madrid, Museu del Prado.

Quiringh Gerritsz. van Brekelenkam (Zwammerdam, Alphen aan den Rijn, ca. 1622/1630 – Leiden, després de 1669) fou un pintor barroc neerlandès, especialitzat en pintura de gènere i interiors.
Probablement es va formar a Leiden amb Gerrit Dou, amb qui guarda certes semblances, encara que el seu estil és menys minuciós i més pictòric. El 1648 se li documenta entre els membres fundadors del gremi de Sant Lucas de Leiden. D'aquest mateix any és la primera de les seves obres datades: Anciana espollant a un nen (Leiden, Stedelijk Museum De Lakenhal). No es tenen notícies posteriors a 1669, any de l'última obra datada, el retrat d'un home de trenta-tres anys.
Encara que caigut en l'oblit, va ser un pintor prolífic que va abordar diversos gèneres, incloent bodegons i retrats, però la seva principal dedicació va ser la pintura de gènere, habitualment modests interiors de cuina i llars camperols, amb un nombre molt reduït de figures, i senzills tallers artesans, com el Taller del sastre del Rijksmuseum de Amsterdam o l'Anciana davant la xemeneia del Museu del Prado, atribuïda en el passat a David Teniers el Jove. En dates avançades, cap a 1660, es va apropar també als interiors burgesos de Gerard ter Borch, prescindint de qualsevol anècdota.